# Angoche
Pour les articles homonymes, voir Antonio Enes.
Angoche (anciennement appelée António Enes) est une ville située dans la province de Nampula, au Mozambique.

## Personnalités nées à Angoche
- Naíta Ussene, photojournaliste.

## Source
- (en) Cet article est partiellement ou en totalité issu de l’article de Wikipédia en anglais intitulé « Angoche » (voir la liste des auteurs).